# Башево (Болгария)
Башево (болг. Башево) — село в Болгарии. Находится в Кырджалийской области, входит в общину Ардино. Население составляет 194 человека.

## Политическая ситуация
В местном кметстве Башево, в состав которого входит Башево, должность кмета (старосты) исполняет Мюрен Мехмед Сали (Движение за права и свободы (ДПС)) по результатам выборов.
Кмет (мэр) общины Ардино — Ресми Мехмед Мурад (Движение за права и свободы (ДПС)) по результатам выборов.